# أبحاث وتطوير الصواريخ الباكستانية

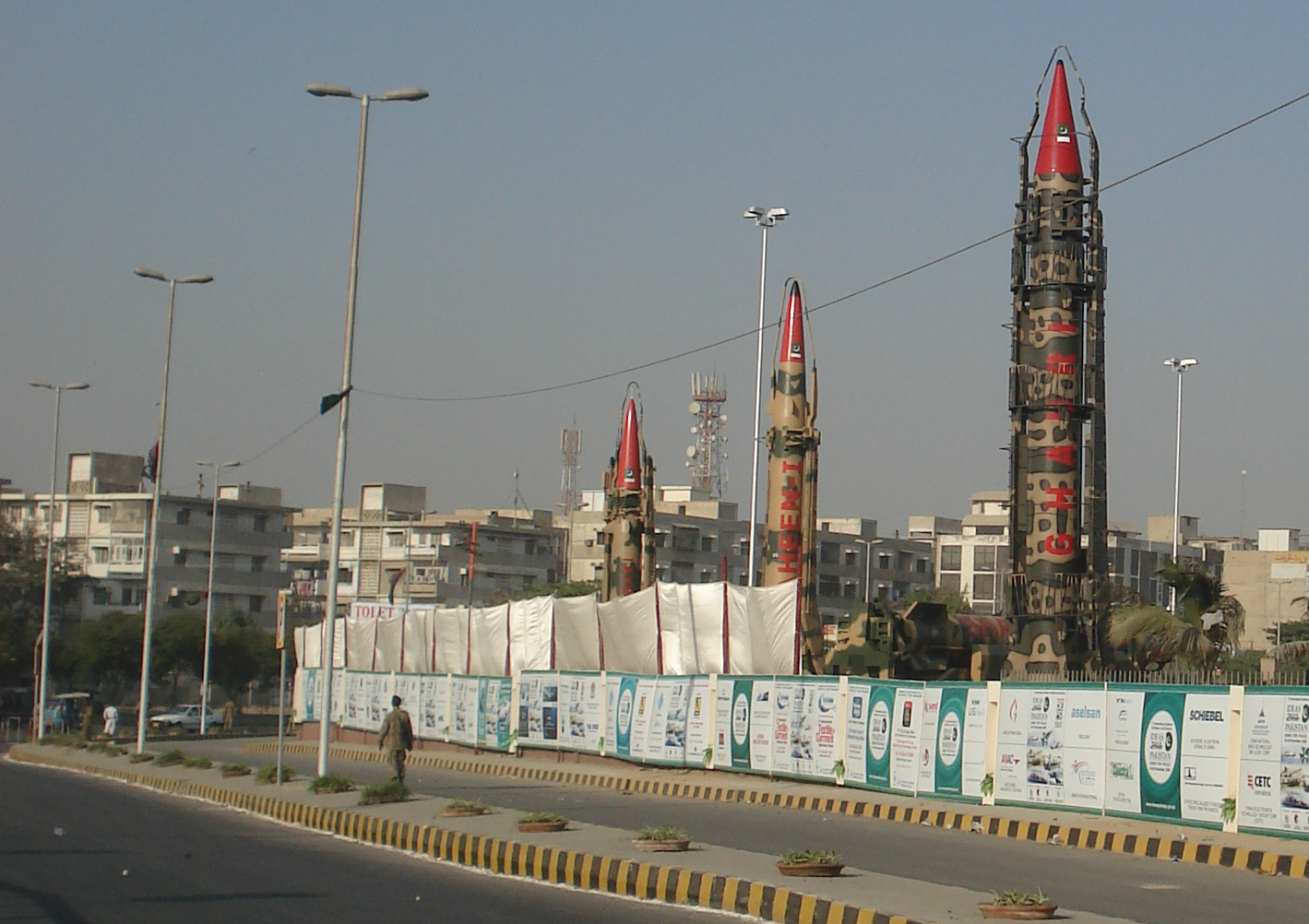
IRBM du Pakistan à IDEAS

كان برنامج البحث والتطوير للصواريخ (باللغة الأردية: پاکستان پروگرام برائے مطالعہ وارتقائے میزائل) هو البرنامج السري لوزارة الدفاع الباكستانية للبحث الشامل وتطوير الصواريخ الموجهة، وقد بدأت المبادرات في عام 1988م فی حكومة بينظير بوتو في استجابة مباشرة لبرنامج مماثل موجود في الهند وتم إدارته تحت إشراف وزارة الدفاع بالتنسيق الوثيق مع المؤسسات الأخرى ذات الصلة.
ركز البرنامج على تطوير الصواريخ قصيرة ومتوسطة المدى بنظام توجيه بالكمبيوتر، بدأ المشروع في عام 1988م، ومنذ ذلك الحين أنتج العديد من أنظمة الصواريخ الاستراتيجية القادرة على حمل الحمولات التقليدية وغير التقليدية. وفي مرحلتها الأولى، أصبحت صواريخ المسمى (حتف) ممكنة وكذلك تطوير برنامج صاروخ (غوري). أدى المزيد من التطوير إلى إدخال صواريخ باليستية وصواريخ (كروز) من قبل منظمات علمية مختلفة في العقد الأول من القرن الحادي والعشرين.